# Gmina Sherman (hrabstwo Calhoun)

Położenie Gminy Sherman w hrabstwie Calhoun

Gmina Sherman (ang. Sherman Township) – gmina w USA, w stanie Iowa, w hrabstwie Calhoun. Według danych z 2000 roku gmina miała 461 mieszkańców.